# Státní hymna

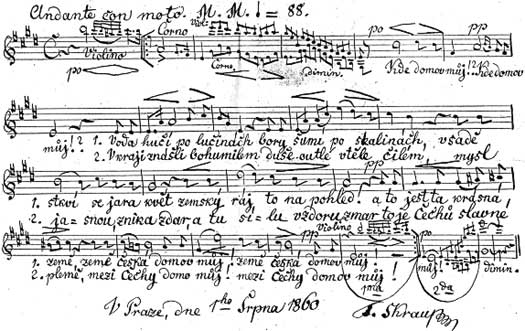
Státní hymna České republiky

Státní nebo národní hymna je vlastenecká píseň nebo hudební skladba hraná a zpívaná při státních nebo národních oslavách a slavnostních příležitostech. Patří ke státním nebo národním symbolům a bývá určena patřičnými zákony či ústavou země. Národní hymna může být buď zároveň hymnou státní, nebo může, zejména v případě mnohonárodnostních států, představovat specifický etnický symbol (etnická hymna), aniž by byla hymnou oficiální. Vznik státní nebo národní hymny je mnohdy spojován s počátky státu nebo formováním národní identity nebo nezávislosti. Hymna je formou oficiálního vyjádření národní a státní myšlenky.
Královská hymna je vlastenecká píseň, podobně jako národní hymna, avšak svým textem obzvláště oslavující konkrétního monarchu nebo panovnický rod.

## Délka hymny
Státní hymny mají různé délky. Hudebně nejkratší státní hymnou je ugandská hymna (22 s, příležitostně se hraje dvakrát). Podle veršů je nejkratší japonská hymna (6 veršů, zároveň je nejstarší, pochází z 10. století). Hudebně nejdelší státní hymnou je uruguayská hymna (téměř 4,5 minuty, používá se zkrácená verze dlouhá 75 s). Textově nejdelší je řecká hymna (158 veršů). Pro porovnání: česká hymna trvá 64 s, verze pro ceremoniální účely trvá 45 s. a má 9 veršů.

## Státní hymny
Seznam hymen států, i částečně uznaných, uznaných de iure i de facto:
| Stát                           | Název hymny (přepis do latinky)                                |
| ------------------------------ | -------------------------------------------------------------- |
| Abcházie                       | Аиааира (Aiaaira)                                              |
| Afghánistán                    | Dá da bátoráno kor                                             |
| Albánie                        | Hymni i Flamurit                                               |
| Alžírsko                       | Kassaman                                                       |
| Andorra                        | El Gran Carlemany                                              |
| Angola                         | Angola Avante!                                                 |
| Antigua a Barbuda              | Fair Antigua, We Salute Thee                                   |
| Argentina                      | Himno Nacional Argentino                                       |
| Arménie                        | Մեր Հայրենիք (Mer Hayrenik)                                    |
| Austrálie                      | Advance Australia Fair                                         |
| Ázerbájdžán                    | Azərbaycan Respublikasının Dövlət Himni                        |
| Bahamy                         | March On, Bahamaland                                           |
| Bahrajn                        | Bahrainona                                                     |
| Bangladéš                      | Ámár šónár Bánglá                                              |
| Barbados                       | In Plenty and In Time of Need                                  |
| Belgie                         | Brabançonne                                                    |
| Belize                         | Land of the Free                                               |
| Bělorusko                      | Мы, беларусы (My, Belarusy)                                    |
| Benin                          | L'Aube Nouvelle                                                |
| Bhútán                         | Druk tsendhen                                                  |
| Bolívie                        | Bolivianos, el hado propicio                                   |
| Bosna a Hercegovina            | Intermeco                                                      |
| Botswana                       | Fatshe leno la rona                                            |
| Brazílie                       | Hino Nacional Brasileiro                                       |
| Brunej                         | لله فليهاراكن سلطن (Allah Peliharakan Sultan)                  |
| Bulharsko                      | Мила родино                                                    |
| Burkina Faso                   | Une Seule Nuit                                                 |
| Burundi                        | Burundi Bwacu                                                  |
| Čad                            | La Tchadienne                                                  |
| Černá Hora                     | Oj, svijetla majska zoro                                       |
| Česko                          | Kde domov můj                                                  |
| Čína                           | Pochod dobrovolníků                                            |
| Dánsko                         | Der er et yndigt land                                          |
| Dominika                       | Isle of Beauty, Isle of Splendour                              |
| Dominikánská republika         | Quisqueyanos valientes                                         |
| Doněcká LR                     | Вставай, Донбасс (Vstavaj, Donbass)                            |
| Džibutsko                      | Džibutská hymna                                                |
| Egypt                          | بلادي بلادي بلادي (Bilady, Bilady, Bilady)                     |
| Ekvádor                        | ¡Salve, Oh Patria!                                             |
| Eritrea                        | Eritrejská hymna                                               |
| Estonsko                       | Mu isamaa, mu õnn ja rõõm                                      |
| Etiopie                        | Wodefít Gesgeši, Widd Innat Itjopp'ja                          |
| Evropská unie                  | Óda na radost                                                  |
| Fidži                          | Meda Dau Doka                                                  |
| Filipíny                       | Lupang Hinirang                                                |
| Finsko                         | Maamme                                                         |
| Francie                        | La Marseillaise                                                |
| Gabon                          | La Concorde                                                    |
| Gambie                         | For The Gambia Our Homeland                                    |
| Ghana                          | God Bless Our Homeland Ghana                                   |
| Grenada                        | Hail Grenada                                                   |
| Gruzie                         | თავისუფლება (Tavisupleba)                                      |
| Guatemala                      | Guatemala Feliz                                                |
| Guinea                         | Liberté                                                        |
| Guinea-Bissau                  | Esta é a Nossa Pátria Bem Amada                                |
| Guyana                         | Dear Land of Guyana, of Rivers and Plains                      |
| Haiti                          | La Dessalinienne                                               |
| Honduras                       | Tu bandera es un lampo de cielo                                |
| Chile                          | Himno Nacional de Chile                                        |
| Chorvatsko                     | Lijepa naša domovino                                           |
| Indie                          | Jana Gana Mana                                                 |
| Indonésie                      | Indonesia Raya                                                 |
| Irák                           | موطني (Mawtini)                                                |
| Írán                           | سرود ملی جمهوری اسلامی ایران (Sorude Melli)                    |
| Irsko                          | Amhrán na bhFiann                                              |
| Island                         | Lofsöngur                                                      |
| Itálie                         | Fratelli d'Italia                                              |
| Izrael                         | ha-Tikva                                                       |
| Jamajka                        | Jamaica, land we love                                          |
| Japonsko                       | 君が代 (Kimigajo)                                              |
| Jemen                          | Al-nashīd al-waţanī al-yamanī                                  |
| Jižní Afrika                   | Nkosi Sikelel' iAfrika a Die Stem van Suid-Afrika              |
| Jižní Korea                    | 애국가 (Ägukga)                                                |
| Jižní Osetie                   | Уарзон Ирыстон! (Uarzon Iryston!)                              |
| Jižní Súdán                    | South Sudan Oyee!                                              |
| Jordánsko                      | السلام الملكي الأردني (As-Salām al-Malakī al-ʾUrdunī)          |
| Kambodža                       | Nokoreach                                                      |
| Kamerun                        | Chant de Ralliement                                            |
| Kanada                         | O Canada                                                       |
| Kapverdy                       | Cântico da Liberdade                                           |
| Katar                          | As-salam al-amiri                                              |
| Kazachstán                     | Менің Қазақстаным (Meniñ Qazaqstanym)                          |
| Keňa                           | Ee Mungu Nguvu Yetu                                            |
| Kiribati                       | Teirake Kaini Kiribati                                         |
| Kolumbie                       | ¡Oh gloria inmarcesible!                                       |
| Komory                         | Udzima wa ya Masiwa                                            |
| Konžská demokratická republika | Hymna Konžské demokratické republiky                           |
| Konžská republika              | La Congolaise                                                  |
| Kosovo                         | Europa                                                         |
| Kostarika                      | Noble patria, tu hermosa bandera                               |
| Kuba                           | La Bayamesa                                                    |
| Kuvajt                         | النشيد الوطني (Al-Nasheed Al-Watani)                           |
| Kypr                           | Ύμνος εις την Ελευθερίαν (Ýmnos eis tin Eleftherían)           |
| Kyrgyzstán                     | Ak möngülüü aska                                               |
| Laos                           | ເພງຊາດລາວ (Pheng Xat Lao)                                      |
| Lesotho                        | Lesōthō Fatše La Bo Ntat'a Rōna                                |
| Libanon                        | النشيد الوطني اللبناني (Kulluna lil-watan)                     |
| Libérie                        | All Hail, Liberia, Hail!                                       |
| Libye                          | ليبيا ليبيا ليبيا (Libya, Libya, Libya)                        |
| Lichtenštejnsko                | Oben am jungen Rhein                                           |
| Litva                          | Tautiška giesmė                                                |
| Lotyšsko                       | Dievs, svētī Latviju                                           |
| Lucembursko                    | Ons Hémécht                                                    |
| Luhanská LR                    | Hymna Luhanské lidové republiky                                |
| Madagaskar                     | Ry Tanindrazanay Malala ô                                      |
| Maďarsko                       | Himnusz                                                        |
| Malajsie                       | Negaraku                                                       |
| Malawi                         | Mlungu dalitsani Malaŵi                                        |
| Maledivy                       | Hymna Malediv                                                  |
| Mali                           | Le Mali                                                        |
| Malta                          | L-Innu Malti                                                   |
| Maroko                         | النشيد الوطني المغربي (Hymne Chérifien)                        |
| Marshallovy ostrovy            | Forever Marshall Islands                                       |
| Mauricius                      | Motherland                                                     |
| Mauritánie                     | Hymna Mauritánie                                               |
| Mexiko                         | Mexicanos, al grito de guerra                                  |
| Mikronésie                     | Patriots of Micronesia                                         |
| Moldavsko                      | Limba noastră                                                  |
| Monako                         | A Marcia de Muneghu / Inu Nactionale                           |
| Mongolsko                      | Монгол улсын төрийн дуулал (Mongol ulsyn törijn duulal)        |
| Mosambik                       | Pátria Amada                                                   |
| Myanmar (Barma)                | Kaba Ma Kyei                                                   |
| Namibie                        | Namibia, Land of the Brave                                     |
| Nauru                          | Nauru Bwiema                                                   |
| Německo                        | Das Lied der Deutschen                                         |
| Nepál                          | सयौं थूंगा फूलका (Sayaun Thunga Phool Ka)                             |
| Niger                          | La Nigérienne                                                  |
| Nigérie                        | Arise O Compatriots, Nigeria's Call Obey                       |
| Nikaragua                      | Salve a ti, Nicaragua                                          |
| Nizozemsko                     | Wilhelmus van Nassouwe                                         |
| Norsko                         | Ja, vi elsker dette landet                                     |
| Nový Zéland                    | God Defend New Zealand                                         |
| Omán                           | نشيد وطني عماني (Našíd as-Salaam as-Sultani)                   |
| Pákistán                       | قومی ترانہ (Qaumi Taranah)                                     |
| Palau                          | Belau loba klisiich er a kelulul                               |
| Panama                         | Himno Istmeño                                                  |
| Papua Nová Guinea              | O Arise, All You Sons                                          |
| Paraguay                       | Paraguayos, República o Muerte                                 |
| Peru                           | Himno Nacional del Perú                                        |
| Pobřeží slonoviny              | Abidžanéza                                                     |
| Podněstří                      | Мы славим тебя, Приднестровье (My slavim těbja, Pridněstrovje) |
| Polsko                         | Mazurek Dąbrowskiego                                           |
| Portugalsko                    | A Portuguesa                                                   |
| Rakousko                       | Land der Berge, Land am Strome                                 |
| Rovníková Guinea               | Hymna Rovníkové Guineje                                        |
| Rumunsko                       | Deşteaptă-te, române!                                          |
| Rusko                          | Hymna Ruské federace                                           |
| Řecko                          | Imnos pros tin Eleftherian                                     |
| Západní Sahara                 | يا بني الصحراء (Yā Banīy As-Saharā)                            |
| Salvador                       | Saludemos la Patria orgullosos                                 |
| Samoa                          | The Banner of Freedom                                          |
| San Marino                     | Inno Nazionale                                                 |
| Saúdská Arábie                 | النشيد الوطني (an-Našīd al-Waṭaniyy)                           |
| Senegal                        | Senegalská hymna                                               |
| Severní Korea                  | 애국가 (Aegukka)                                               |
| Severní Kypr                   | užívá Tureckou hymnu                                           |
| Severní Makedonie              | Денес Над Македонија (Denes nad Makedonija)                    |
| Seychely                       | Koste Seselwa                                                  |
| Sierra Leone                   | High We Exalt Thee, Realm of the Free                          |
| Singapur                       | Majulah Singapura                                              |
| Slovensko                      | Nad Tatrou sa blýska                                           |
| Slovinsko                      | Zdravljica                                                     |
| Somaliland                     | Samo ku waar                                                   |
| Somálsko                       | Soomaaliyeey toosoo                                            |
| Spojené arabské emiráty        | Ishy Biladi                                                    |
| Spojené království             | God Save the Queen                                             |
| Spojené státy americké         | The Star-Spangled Banner                                       |
| Srbsko                         | Bože pravde                                                    |
| Srí Lanka                      | Sri Lanka Matha                                                |
| Středoafrická republika        | La Renaissance                                                 |
| Súdán                          | نحن جند الله جند الوطن (Nahnu džund Alláh džund al-watan)      |
| Surinam                        | God zij met on Suriname                                        |
| Svatá Lucie                    | Sons and Daughters of Saint Lucia                              |
| Svatý Kryštof a Nevis          | Hymna Svatého Kryštofa a Nevisu                                |
| Svatý Tomáš a Princův ostrov   | Independência total                                            |
| Svatý Vincenc a Grenadiny      | St Vincent Land So Beautiful                                   |
| Svazijsko                      | Svazijská hymna                                                |
| Sýrie                          | حُمَاةَ الدِّيَار (Ħumāt ad-Diyār)                                   |
| Šalomounovy ostrovy            | God Save Our Solomon Islands                                   |
| Španělsko                      | La Marcha Real                                                 |
| Švédsko                        | Du gamla, du fria                                              |
| Švýcarsko                      | Schweizerpsalm                                                 |
| Tádžikistán                    | Surudi Milli                                                   |
| Tanzanie                       | Mungu ibariki Afrika                                           |
| Thajsko                        | เพลงชาติไทย (Phelng chāti thịy)                                 |
| Tchaj-wan                      | 三民主義 (Sān Mín Zhǔyì)                                       |
| Togo                           | Terre de nos aïeux                                             |
| Trinidad a Tobago              | Forged from the Love of Liberty                                |
| Tunisko                        | Humat Al Hima                                                  |
| Turecko                        | İstiklâl Marşı                                                 |
| Turkmenistán                   | Garaşsyz, Bitarap,Türkmenistanyň Döwlet Gimni                  |
| Tuvalu                         | Tuvalu mo te Atua                                              |
| Uganda                         | Oh Uganda, Land of Beauty                                      |
| Ukrajina                       | Ще не вмерла України (Šče ne vmerla Ukrajina)                  |
| Uruguay                        | Orientales, la Patria o la Tumba                               |
| Uzbekistán                     | Oʻzbekiston Respublikasining Davlat Madhiyasi                  |
| Vanuatu                        | Yumi, Yumi, Yumi                                               |
| Vatikán                        | Vatikánská hymna (oficiálně jen instrumentální)                |
| Venezuela                      | Gloria al Bravo Pueblo                                         |
| Vietnam                        | Tiến Quân Ca                                                   |
| Východní Timor                 | Pátria                                                         |
| Zambie                         | Stand and Sing of Zambia, Proud and Free                       |
| Zimbabwe                       | Simudzai Mureza wedu WeZimbabwe                                |

## Státní hymny zaniklých států
| Stát                            | Název hymny (přepis do latinky)                      |
| ------------------------------- | ---------------------------------------------------- |
| Arcach                          | Ազատ ու անկախ Արցախ (Azat u ankach Arcach)           |
| Československo                  | Kde domov můj a Nad Tatrou sa blýska                 |
| Jugoslávie, Srbsko a Černá Hora | Hej, Slované                                         |
| Německá demokratická republika  | Auferstanden aus Ruinen                              |
| Sovětský svaz                   | Hymna Sovětského svazu (do roku 1944 Internacionála) |

## Hymny závislých území
Seznam závislých území zde není kompletní, některá území užívají hymnu mateřského státu. Některé hymny jsou neoficiální.
| Závislé území                                                | Název hymny (přepis do latinky) |
| ------------------------------------------------------------ | ------------------------------- |
| Alandy (Finsko)                                              | Ålänningens sång                |
| Cookovy ostrovy (Nový Zéland)                                | Te Atua Mou E                   |
| Grónsko (Dánsko)                                             | Nunarput utoqqarsuanngoravit    |
| Niue (Nový Zéland)                                           | Ko e Iki he Lagi                |
| Norfolk (Austrálie) Pitcairnovy ostrovy (Spojené království) | Come ye Blessed                 |
| Portoriko (USA)                                              | La Borinqueña                   |

## Národní hymny, hymny nižších územních celků
Uvedeny pouze hymny s článkem nebo seznam.
| Území, národ                             | Název hymny (přepis do latinky)                   |
| ---------------------------------------- | ------------------------------------------------- |
| Bosna a Hercegovina (entita)             |                                                   |
| Republika srbská                         | Moja Republika                                    |
| Mexiko (spolkové státy)                  |                                                   |
| Zacatecas                                | Marcha de Zacatecas                               |
| Německo (spolkové země)                  |                                                   |
| viz                                      | Seznam hymen německých spolkových zemí            |
| Rakousko (spolkové země)                 |                                                   |
| Korutany                                 | Kärntner Heimatlied                               |
| Rusko (republiky)                        |                                                   |
| viz                                      | Seznam hymen subjektů Ruské federace              |
| Řecko                                    |                                                   |
| Řecká Makedonie                          | Μακεδονία ξακουστή (Makedonia ksakustí)           |
| Spojené království (země)                |                                                   |
| Wales                                    | Hen Wlad Fy Nhadau                                |
| Spojené státy americké (federální státy) |                                                   |
| viz                                      | Seznam státních písní států USA                   |
| Španělsko (autonomní společenství)       |                                                   |
| viz                                      | Seznam hymen španělských autonomních společenství |

## Národní/etnické hymny
| Etnikum                        | Název hymny (přepis do latinky)                           |
| ------------------------------ | --------------------------------------------------------- |
| Asyřané                        | ܪܘܼܡܪܵܡܵܐ (Roomrama)                                         |
| Kurdové                        | ئەی ڕەقیب (Ey Reqîb)                                      |
| Livonci (Lotyšsko, Estonsko)   | Min izāmō                                                 |
| Lužičtí Srbové (Německo)       | Rjana Łužica                                              |
| Romové                         | Gejľem, gejľem                                            |
| Podkarpatští Rusíni (Ukrajina) | Гимн Подкарпатських Русинов (Gimn Podkarpatskich Rusinov) |
| Sámové (Laponsko)              | Sámi soga lávlla                                          |
| Slované                        | Hej, Slované                                              |